# Solarnia (Birawa)
Solarnia (polnisch Solarnia) ist ein Ort in der Landgemeinde Borawa im Powiat Kędzierzyńsko-Kozielski der Woiwodschaft Opole (Oppeln) in Polen.

## Geographie
Solarnia liegt acht Kilometer südöstlich von Birawa, 15 Kilometer südöstlich von Kędzierzyn-Koźle und 55 Kilometer südöstlich von Opole (Oppeln).

## Geschichte
Die Siedlung wurde 1631 gegründet und mit Tschechen besiedelt. Sie errichteten ein Werk zur Gewinnung von Salz.
Der Ort wurde 1784 im Buch Beytrage zur Beschreibung von Schlesien als Sollarina erwähnt, gehörte einem Herrn von Wilczek und lag im Landkreis Ratibor und hatte 19 Gärtner, vier Häusler und 189 Einwohner. 1818 wurde der Ort als Sollarina und ferner als Solarnia erwähnt. 1865 war Solarnia nach Oderwalde eingepfarrt und eingeschult.
Bei der Volksabstimmung in Oberschlesien am 20. März 1921 stimmten 68 Wahlberechtigte für einen Verbleib bei Deutschland und 369 für eine Zugehörigkeit zu Polen. Solarnia verblieb beim Deutschen Reich. 1936 wurde der Ort in Salzforst umbenannt. Bis 1945 befand sich der Ort im Landkreis Ratibor.
1945 kam der bis dahin deutsche Ort unter polnische Verwaltung, wurde von Salzforst in Solarnia umbenannt und der Woiwodschaft Schlesien angeschlossen. 1950 kam der Ort zur Woiwodschaft Oppeln. 1999 kam der Ort im Zuge der Verwaltungsreform zum wiedergegründeten Landkreis Kandrzin-Cosel.

## Sehenswürdigkeiten und Bauwerke
- Die Nepomukkapelle, eine Wegkapelle mit Dachreiter aus dem Jahr 1741 mit einer Figur des heiligen Johannes Nepomuk
- Ein Bildstock mit einer Marienfigur
- Wegkreuze

## Kultur
In Solarnia gibt es ein zweisprachiges Schulzentrum mit einer Grundschule und einem Gymnasium mit Unterricht in polnischer und deutscher Sprache für die deutsche Minderheit.
Zum 1. Mai wird in Solarnia ein Maibaum mit einer Birke an der Spitze aufgestellt. 2015 wurde ein 30 Meter hohes Exemplar aufgestellt.